# 克羅地亞共產主義者聯盟
克罗地亚共產主義者聯盟，简称克共盟（SKH），是南斯拉夫共產主義者聯盟在克罗地亚社会主义共和国的分支。

## 歷史
1937年，克罗地亚共产党作为南斯拉夫共产党在克罗地亚地区的分支成立。
1952年南斯拉夫共產黨第六次代表大會期間，將黨改組為南斯拉夫共產主義者聯盟，將黨改名為南斯拉夫共產主義者聯盟，各共和國和自治省的党组织也相应地改名为共产主义者联盟。
1974年南斯拉夫宪法颁布後，大幅提高各共和國共盟的權力，使得克共盟形同獨立政黨。
1980年代晚期，斯洛博丹·米洛舍維奇成為塞尔维亚共產主義者聯盟的領袖，他在塞爾維亞推行民族主義，使得南斯拉夫內部民族衝突加劇，在南斯拉夫共产主義者联盟第十四届党代表大会中，由于反对由米洛舍维奇所领导的塞尔维亚共产主義者联盟，克罗地亚代表团与斯洛文尼亚代表团一同离席。不久，改名为克罗地亚共产主义者联盟－民主改革党。終於在1990年代導致南斯拉夫各民族的衝突及南斯拉夫社會主義聯邦共和國瓦解。1990年11月3日，改组为民主改革党。
1993年，民主改革党改名为社会民主党。1994年4月30日，安通·武伊奇领导的“克罗地亚社会民主人士”并入社会民主党，形成现在的克罗地亚社会民主党。